# Paul Sunderland
Paul Benedict Sunderland (Los Angeles, 29 de março de 1952) é um ex-jogador de voleibol dos Estados Unidos que competiu nos Jogos Olímpicos de 1984.
Em 1984, ele fez parte do time americano que conquistou a medalha de ouro no torneio olímpico, no qual atuou em quatro partidas.